# Looking for Oum Kulthum
Pour plus de détails, voir Fiche technique et Distribution.
Looking for Oum Kulthum (À la recherche d'Oum Kalthoum)  est un film international sorti en 2017, consacré à la diva égyptienne Oum Kalthoum. Le film est  dirigé par Shirin Neshat, en collaboration avec Shoja Azari.

## Synopsis
Le film est une évocation  de la star de la chanson égyptienne : il n'est en définitive ni une biographie filmée, ni un documentaire. Il raconte les difficultés d'une réalisatrice iranienne, Mitra, sur un projet qui lui tient à cœur : faire un film consacrée à la légende de la chanson égyptienne Oum Kalthoum. Le film explore les luttes, les sacrifices de cette chanteuse, et le prix de son succès, en tant qu'artiste féminine menant fermement sa carrière et s'imposant sur la scène musicale arabe, dans une société dominée par les hommes. Mais il montre aussi les luttes de Mitra, qui sacrifie sa famille à ses projets de réalisatrice, et ses efforts à la recherche de la personnalité de cette femme artiste, devenue un mythe,.

## Fiche technique
- Titre : Looking for Oum Kulthum
- Réalisation : Shirin Neshat
- Coréalisation : Shoja Azari
- Scénario : Shoja Azari, Ahmad Diba et Shirin Neshat
- Musique : Amin Bouhafa
- Photographie : Martin Gschlacht
- Montage : Nadia Ben Rachid
- Production : Shoja Azari, Martin Gschlacht, Gerhard Meixner, Shirin Neshat, Roman Paul, Antonin Svoboda et Bruno Wagner
- Société de production : Agora Films, Coop99 Filmproduktion, In Between Art Film, Noirmontartproduction, Razor Film Produktion, Schortcut Films et Vivo Film
- Pays :  Allemagne,  Autriche,  Italie,  Maroc,  Qatar,  Liban et  France
- Genre : drame
- Durée : 90 minutes
- Dates de sortie : 
  -  Italie : 2 septembre 2017 (Mostra de Venise)
  -  Allemagne : 7 juin 2018

## Distribution
- Neda Rahmanian : Mitra
- Yasmine Raïs : Ghada
- Mehdi Moinzadeh : Amir
- Kais Nashef : Ahmad / Latif
- Soumaya Akaaboune
- Nadia Niazi
- Nour Kamar
- Nadia Benzakour
- Rainer Guldener
- Adil Kettani

## Présentation
Le film, de 90' est projeté dans la catégorie Cinéma du monde contemporain au festival international du film de Toronto 2017. Il est présenté également à la Mostra de Venise 2017, en section parallèle. Il sort en salle la même année, en juin 2017.